# Moksisilit
Moksisilit (timoksamin) je lek koji se koristi u urologiji za tretman erektilne disfunkcije. On je antagonist α1-adrenergičkog receptora.

## Spoljašnje veze
|  | Molimo Vas, obratite pažnju na važno upozorenje u vezi sa temama iz oblasti medicine (zdravlja). |